# Gabriel Badilla
Gabriel Badilla Segura (San José, 30 giugno 1984 – Santa Ana, 20 novembre 2016) è stato un calciatore costaricano, di ruolo difensore.
Ritiratosi dal calcio giocato a giugno 2016, è deceduto nel novembre dello stesso anno all'età di 32 anni a seguito di un attacco cardiaco occorsogli mentre disputava una gara podistica.

## Carriera

### Club
Badilla giunge ai Revolution dal Deportivo Saprissa, dove ha trascorso la sua intera carriera professionale. Ha fatto il suo debutto con Saprissa nel novembre 2001 ed è apparso in più di 130 partite per il "Monstruo Morado". Lui ha aiutato Saprissa nel guadagnare cinque campionati nazionali. Badilla è stato anche un membro della squadra di Saprissa che ha guadagnato un terzo posto finale alla Coppa del Mondo per Club FIFA del 2005 in Giappone dopo il titolo di Campioni nella CONCACAF Champions' Cup 2005.

### Nazionale
Badilla è anche un membro della squadra Nazionale della Costa Rica con la quale ha collezionato 12 presenze e ha gareggiato nella Coppa del Mondo FIFA del 2006 in Germania. Nel 2001, lui capitanò anche la Selezione costaricana al Mondiale Under-17.